# ووچی دل
ووچی دل (به صربی: Vuči Del) یک منطقهٔ مسکونی در صربستان است که در Opština Babušnica واقع شده‌است. ووچی دل ۱۷۱ نفر جمعیت دارد.